# Köditz
Köditz è un comune tedesco di 2 746 abitanti, situato nel land della Baviera.